# McLaughlin (South Dakota)
McLaughlin is een plaats (city) in de Amerikaanse staat South Dakota, en valt bestuurlijk gezien onder Corson County.

## Demografie
Bij de volkstelling in 2000 werd het aantal inwoners vastgesteld op 775.
In 2006 is het aantal inwoners door het United States Census Bureau geschat op 757, een daling van 18 (-2,3%).

## Geografie
Volgens het United States Census Bureau beslaat de plaats een oppervlakte van
1,1 km², geheel bestaande uit land. McLaughlin ligt op ongeveer 610 m boven zeeniveau.

## Plaatsen in de nabije omgeving
De onderstaande figuur toont nabijgelegen plaatsen in een straal van 36 km rond McLaughlin.